# 莫永崇
莫永崇（英語：Mo Yong-chong，1930年—2020年)，雲林縣林內鄉人，竹編工藝家及推廣教育者。2010年獲臺南市登錄竹藤編保存者。

## 生平
1930年出生於雲林縣林內鄉，1944年至1946年於竹山郡竹材工藝傳習所習藝，1953年與柯素霞於竹山鎮大鞍里結為連理，並於南投縣特產工藝研究班習藝。1960年退伍後，接受黃滿（黃宗能）老師的推薦，至「臺灣手工業推廣中心」任職，初期在木柵實驗所擔任領班職務。任職期間曾被調派至桃園八德「民生建設實驗區竹工訓練班」擔任竹編教師。接著於1965年調派至苗栗公館「亞洲毛業公司」負責進、出貨收發管理，之後又再次被調回木柵試驗所。1966年調派至臺南關廟，負責「關廟實驗工廠」的推廣工作至1976年，從此定居關廟。
1976年離開臺灣手工業推廣中心，並專心經營竹編外銷事業。莫永崇的竹編產品創新及獨特，很受歐美、日本等國歡迎，但隨著臺灣竹編產業沒落及面臨轉型，莫永崇結束竹編外銷經營事業後，1984年重回臺南家專（現為臺南應用科技大學）任教，至2000年結束教學退休，並多次獲邀參展及推廣教學。
1999年臺中縣立文化中心（現為葫蘆墩文化中心）收藏莫永崇25件作品，2010年捐贈62件竹編作品予臺南縣政府文化局典藏。2000年榮獲行政院「資深文化人」獎，2009年獲頒南瀛藝術文化貢獻獎，2010年獲臺南市登錄「莫永崇竹編工藝」為臺南市市定傳統藝術，莫永崇為技藝保存者。

## 相關出版及文獻
- 《長編竹夢：關廟竹編藝師技法專輯》，臺南市政府文化局，初版，2016年9月。
- 臺南縣關廟鄉公所編印。 《關廟風情導覽手冊》。臺南縣關廟鄉公所，2002。
- 臺南縣關廟鄉公所編印。 《濃濃關廟情 戀戀香洋風》。臺南縣關廟鄉公所，2010。
- 蘇于雅。 《戰後初期關廟與布袋外銷工藝產業發展之比較研究》。國立雲林科技大學，2003。
- 莫永崇的竹編 南縣府計畫保存 （页面存档备份，存于）
- 藝術竹編大師~莫永崇
- 竹編師傅 壓箱寶嫁縣府[永久]

## 外部連結
臺南市政府文化局 （页面存档备份，存于）
臺南市文化資產管理處 （页面存档备份，存于）